# Atypidae

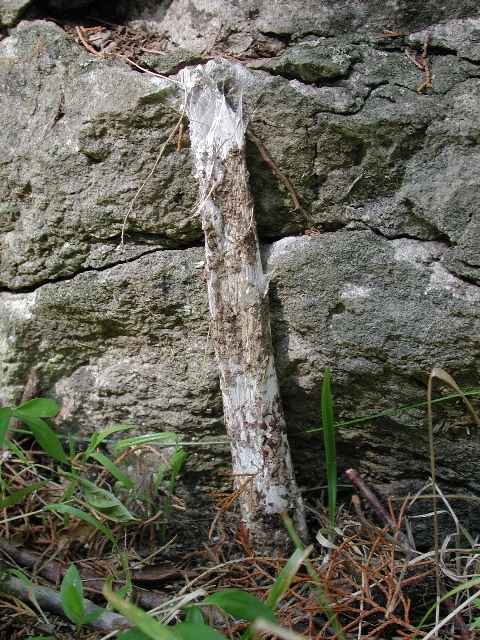
Tubo de seda de Sphodros.

Los atípidos (Atypidae) son una familia de arañas migalomorfas conocidas como arañas de tubo y tarántulas atípidas. Viven en el Viejo Mundo y Norteamérica; faltan en Sudamérica, Australia y regiones polares.

## Nido y alimentación
Esta familia cava un agujero en el terreno de entre 10 y 50 cm de profundidad, que recubren por dentro con un tubo de seda. Sobre el terreno el tubo se extiende unos 5 a 12 cm más, recubriéndolo con arena y detritos del suelo para camuflarlo y hacerlo difícil de detectar. Si un insecto camina sobre el tubo, la araña sale del agujero subterráneo y lo atrapa pinzando por dentro de la tela al tiempo que le clava los quelíceros para inyectar veneno, para después tirar de él a través de la seda.

## Reproducción
Estas arañas son difíciles de ver, debido a que están ocultas dentro del suelo en profundidad y ocultan con camuflaje el tubo de seda. Sólo es fácil verlas en otoño, cuando los machos abandonan su agujero para buscar hembras con las que aparearse. Viven en colonias, así que si se localiza una, es indicio de que pueden encontrarse más en los alrededores.
La cópula tiene lugar en el interior del tubo y la pareja permanece junta durante varios meses, pero al final el macho muere y es comido por la hembra. Las hembras suelen vivir alrededor de ocho años. Las crías tardan un año en alcanzar el tamaño adulto y cuatro años en tener capacidad de reproducirse.

## Géneros
La familia cuenta con 3 géneros:
- Atypus Latreille, 1804[2] (29 especies) Distribuidas por Europa, Asia y norte de África.
- Calommata Lucas, 1837[3] (7 especies) - Distribuidas por Asia y África.
- Sphodros Walckenaer, 1835[4] (7 especies) - Distribuidas por México y Estados Unidos.

De ellas sólo una especie es frecuente en la península ibérica, Atypus affinis, de poco más de un centímetro de longitud.